# 豊野駅 (北海道)

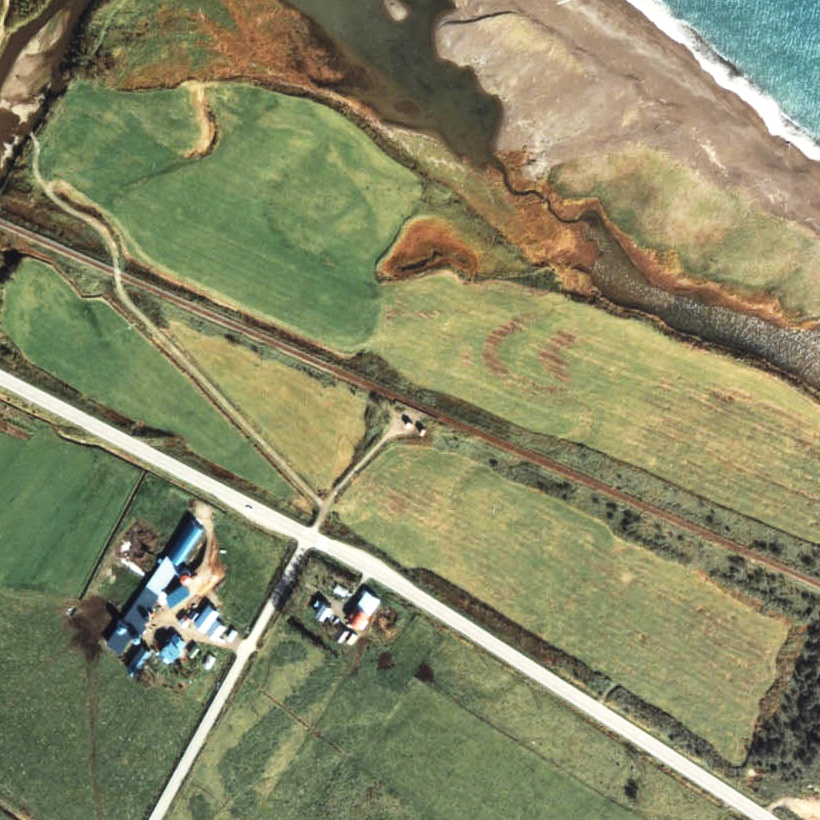
1978年の豊野駅と周囲約500m範囲。右が紋別方面。周囲は牧草地帯で民家はまばら。周囲に防風雪対策が何もなく、海側からの風を真向から受ける位置にある。

豊野駅（とよのえき）は、北海道（網走支庁）紋別郡興部町字豊野にかつて設置されていた、北海道旅客鉄道（JR北海道）名寄本線の駅（廃駅）である。事務管理コードは▲122114。

## 歴史
一部の普通列車は通過した（1989年4月30日時点（廃止時の時刻表）で、下り3本上り2本（快速運転列車））。
- 1947年（昭和22年）2月11日 - 運輸省名寄本線の豊野仮乗降場（局設定）として開業[1]。
- 1949年（昭和24年）6月1日 - 日本国有鉄道に移管。
- 1950年（昭和25年）1月15日 - 駅に昇格、豊野駅となる[1]。旅客、荷物を取り扱い[4]。
- 1959年（昭和34年）6月1日 - 荷物の取り扱いを廃止[1]。無人駅化。
- 1987年（昭和62年）4月1日 - 国鉄分割民営化により、JR北海道に継承[1]。
- 1989年（平成元年）5月1日 - 名寄本線の全線廃止に伴い、廃駅となる[1]。

### 駅名の由来
所在地名より。もともと当地を流れる河川名から「ルロチ」とよばれ、漢字を当てて「留露千」あるいは「瑠橡」と表記されたが、読みにくいという理由により上流域が豊畑（とよはた）、駅が設けられた下流域が豊野と改名され、駅名に採用された。
「豊野」の由来については「豊かな実りの野原にしたいという念願」からとされている。
なお、「ルロチ」の名称はアイヌ語の「ルロチ（ru-ot-i）」（海水が・いっぱいある・もの〔川〕=満潮時に海水が入る川）に由来するとされる。

## 駅構造
廃止時点で、1面1線の単式ホームを有する地上駅であった。ホームは、構内の南西側（遠軽方面に向かって右手側）に存在した。
無人駅となっており、駅舎はないが木造の待合所を2棟有していた。ホームは、道路と同じ高さであった。

## 利用状況
乗車人員の推移は以下のとおり。年間の値のみ判明している年については、当該年度の日数で除した値を括弧書きで1日平均欄に示す。乗降人員のみが判明している場合は、1/2した値を括弧書きで記した。
| 年度               | 乗車人員 | 乗車人員 | 出典  | 備考 |
| 年度               | 年間     | 1日平均  | 出典  | 備考 |
| ------------------ | -------- | -------- | ----- | ---- |
| 1977年（昭和52年） |          | 133      | [ 9 ] |      |

## 駅周辺
- 国道238号（オホーツク国道）[10]
- 興部豊野竪穴住居跡 - 北海道指定史跡。
- 瑠橡川[10]
- 北紋バス「豊野」停留所

## 駅跡
2001年（平成13年）時点ではホームが残存し、枕木とホーム囲いに利用されていた古レールが残骸として残っていた。2011年（平成23年）時点でも同様で、線路跡も確認できた。空き地になっている。2017年（平成29年）7月時点では、駅跡に続く道が途中で立入禁止となっている。

## 隣の駅
北海道旅客鉄道
名寄本線
旭ヶ丘駅 - 豊野駅 - 沙留駅